# Anomala ulcerata
Anomala ulcerata är en skalbaggsart som beskrevs av Ohaus 1915. Anomala ulcerata ingår i släktet Anomala och familjen Rutelidae. Inga underarter finns listade i Catalogue of Life.